# Élections législatives de 1997 en Saône-et-Loire
Les élections législatives françaises de 1997 se déroulent les 25 mai et 1er juin 1997. Dans le département de Saône-et-Loire, six députés sont à élire dans le cadre de six circonscriptions.

## Élus
| Circonscription | Député sortant                              | Parti | Parti    | Député élu ou réélu | Parti | Parti    |
| --------------- | ------------------------------------------- | ----- | -------- | ------------------- | ----- | -------- |
| 1re             | Gérard Voisin                               |       | UDF (PR) | Gérard Voisin       |       | UDF (PR) |
| 2e              | Jean-Marc Nesme                             |       | UDF (AD) | Jacques Rebillard   |       | PRS      |
| 3e              | Jean-Paul Anciaux                           |       | RPR      | André Billardon     |       | PS       |
| 4e              | Didier Mathus                               |       | PS       | Didier Mathus       |       | PS       |
| 5e              | André Gentien suppléant de Dominique Perben |       | RPR      | Dominique Perben    |       | RPR      |
| 6e              | René Beaumont                               |       | UDF (PR) | Arnaud Montebourg   |       | PS       |

## Résultats

### Résultats à l'échelle du département
| Parti          | Parti                                     | Premier tour | Premier tour | Second tour | Second tour | Sièges |
| Parti          | Parti                                     | Voix         | %            | Voix        | %           | Sièges |
| -------------- | ----------------------------------------- | ------------ | ------------ | ----------- | ----------- | ------ |
|                | Parti socialiste                          | 71 247       | 28,29        | 117 135     | 44,33       | 3      |
|                | Parti communiste français                 | 20 443       | 8,12         |             |             | 0      |
|                | Parti radical-socialiste                  | 12 446       | 4,94         | 22 619      | 8,56        | 1      |
|                | Les Verts                                 | 6 157        | 2,44         |             |             | 0      |
|                | Mouvement des citoyens dont Divers gauche | 4 424        | 1,76         | 0           |             |        |
|                | Gauche plurielle                          | 114 717      | 45,55        | 139 754     | 52,89       | 4      |
|                |                                           |              |              |             |             |        |
|                | Union pour la démocratie française        | 50 513       | 20,09        | 68 252      | 25,83       | 1      |
|                | Rassemblement pour la République          | 35 682       | 14,17        | 56 245      | 12,28       | 1      |
|                | La Droite indépendante                    | 7 242        | 2,88         |             |             | 0      |
|                | Droite parlementaire                      | 93 437       | 37,10        | 124 497     | 47,11       | 2      |
|                |                                           |              |              |             |             |        |
|                | Front national                            | 31 355       | 12,45        |             |             | 0      |
|                | Divers écologiste dont MÉI et GÉ          | 7 862        | 3,12         | 0           |             |        |
|                | Extrême gauche dont LO et PT              | 4 468        | 1,77         | 0           |             |        |
|                |                                           |              |              |             |             |        |
| Inscrits       | Inscrits                                  | 392 448      | 100,00       | 392 369     | 100,00      | 6      |
| Abstentions    | Abstentions                               | 122 959      | 31,33        | 110 014     | 28,04       |        |
| Votants        | Votants                                   | 269 489      | 68,67        | 282 355     | 71,96       |        |
| Blancs et nuls | Blancs et nuls                            | 17 650       | 6,55         | 18 104      | 6,41        |        |
| Exprimés       | Exprimés                                  | 251 839      | 93,45        | 264 251     | 93,59       |        |

### Résultats par circonscription

#### Première circonscription (Mâcon)
| Candidat       | Candidat                    | Parti             | Premier tour | Premier tour | Second tour | Second tour |  |
| Candidat       | Candidat                    | Parti             | Voix         | %            | Voix        | %           |  |
| -------------- | --------------------------- | ----------------- | ------------ | ------------ | ----------- | ----------- |  |
|                | Gérard Voisin sortant réélu | UDF (PR)          | 14 529       | 38,99        | 22 588      | 56,44       |  |
|                | Michel-Antoine Rognard      | PS                | 9 133        | 24,51        | 17 431      | 43,56       |  |
|                | Maurice Martin              | FN                | 5 105        | 13,7         |             |             |  |
|                | Chantal Bathias             | PCF               | 2 615        | 7,02         |             |             |  |
|                | Jean-Pierre Bonnin          | Divers écologiste | 2 224        | 5,97         |             |             |  |
|                | Nathalie Denne              | GÉ                | 1 384        | 3,71         |             |             |  |
|                | René Boudier                | LO                | 918          | 2,46         |             |             |  |
|                | Jérôme Caltran              | US4J              | 742          | 1,99         |             |             |  |
|                | Françoise Mitterrand        | IR                | 614          | 1,65         |             |             |  |
|                |                             |                   |              |              |             |             |  |
| Inscrits       | Inscrits                    | Inscrits          | 60 384       | 100,00       | 60 376      | 100,00      |  |
| Abstentions    | Abstentions                 | Abstentions       | 20 529       | 34           | 17 456      | 28,91       |  |
| Votants        | Votants                     | Votants           | 39 855       | 66           | 42 920      | 71,09       |  |
| Blancs et nuls | Blancs et nuls              | Blancs et nuls    | 2 591        | 6,5          | 2 901       | 6,76        |  |
| Exprimés       | Exprimés                    | Exprimés          | 37 264       | 93,5         | 40 019      | 93,24       |  |

#### Deuxième circonscription (Charolles)
| Candidat       | Candidat                | Parti          | Premier tour | Premier tour | Second tour | Second tour |  |
| Candidat       | Candidat                | Parti          | Voix         | %            | Voix        | %           |  |
| -------------- | ----------------------- | -------------- | ------------ | ------------ | ----------- | ----------- |  |
|                | Jean-Marc Nesme sortant | UDF (PPDF)     | 15 444       | 37,11        | 21 169      | 48,34       |  |
|                | Jacques Rebillard élu   | PRS (PS)       | 12 446       | 29,91        | 22 619      | 51,66       |  |
|                | Michel Aufranc          | FN             | 4 166        | 10,01        |             |             |  |
|                | Hubert Louis            | PCF            | 3 690        | 8,87         |             |             |  |
|                | Christian Duclos        | LDI (MPF)      | 1 953        | 4,69         |             |             |  |
|                | Maité Aymes             | Les Verts      | 1 504        | 3,61         |             |             |  |
|                | Alain Bailly            | diss. PS       | 1 477        | 3,55         |             |             |  |
|                | Jacques Mitaine         | MDC            | 934          | 2,24         |             |             |  |
|                |                         |                |              |              |             |             |  |
| Inscrits       | Inscrits                | Inscrits       | 63 967       | 100,00       | 63 964      | 100,00      |  |
| Abstentions    | Abstentions             | Abstentions    | 19 247       | 30,09        | 17 705      | 27,68       |  |
| Votants        | Votants                 | Votants        | 44 720       | 69,91        | 46 259      | 72,32       |  |
| Blancs et nuls | Blancs et nuls          | Blancs et nuls | 3 106        | 6,95         | 2 471       | 5,34        |  |
| Exprimés       | Exprimés                | Exprimés       | 41 614       | 93,05        | 43 788      | 94,66       |  |

#### Troisième circonscription (Autun - Le Creusot)
| Candidat       | Candidat                  | Parti          | Premier tour | Premier tour | Second tour | Second tour |  |
| Candidat       | Candidat                  | Parti          | Voix         | %            | Voix        | %           |  |
| -------------- | ------------------------- | -------------- | ------------ | ------------ | ----------- | ----------- |  |
|                | André Billardon élu       | PS             | 17 017       | 38,08        | 26 556      | 57,13       |  |
|                | Jean-Paul Anciaux sortant | RPR            | 13 622       | 30,49        | 19 925      | 42,87       |  |
|                | Eugène Terret             | FN             | 5 911        | 13,23        |             |             |  |
|                | Michèle Rodier            | PCF            | 3 456        | 7,73         |             |             |  |
|                | Alexis Vachon             | GÉ             | 1 595        | 3,57         |             |             |  |
|                | Nuria Matusinski          | LO             | 1 049        | 2,35         |             |             |  |
|                | Joël Talon                | LDI (MPF)      | 954          | 2,13         |             |             |  |
|                | Xavier Paillard           | US4J           | 657          | 1,47         |             |             |  |
|                | Liliane Reyne-Davanture   | PT             | 423          | 0,95         |             |             |  |
|                |                           |                |              |              |             |             |  |
| Inscrits       | Inscrits                  | Inscrits       | 67 841       | 100,00       | 67 800      | 100,00      |  |
| Abstentions    | Abstentions               | Abstentions    | 20 089       | 29,61        | 18 008      | 26,56       |  |
| Votants        | Votants                   | Votants        | 47 752       | 70,39        | 49 792      | 73,44       |  |
| Blancs et nuls | Blancs et nuls            | Blancs et nuls | 3 068        | 6,42         | 3 311       | 6,65        |  |
| Exprimés       | Exprimés                  | Exprimés       | 44 684       | 93,58        | 46 481      | 93,35       |  |

#### Quatrième circonscription (Monteau-les-Mines)
| Candidat       | Candidat                    | Parti          | Premier tour | Premier tour | Second tour | Second tour |  |
| Candidat       | Candidat                    | Parti          | Voix         | %            | Voix        | %           |  |
| -------------- | --------------------------- | -------------- | ------------ | ------------ | ----------- | ----------- |  |
|                | Didier Mathus sortant réélu | PS             | 16 843       | 42,53        | 24 837      | 61,52       |  |
|                | Pierre Corneloup            | RPR            | 7 368        | 18,61        | 15 538      | 38,48       |  |
|                | Jean Girardon               | UDF (Rad)      | 4 421        | 11,16        |             |             |  |
|                | Patrick Szczepanski         | FN             | 4 168        | 10,53        |             |             |  |
|                | Didier Mathivet             | PCF            | 3 514        | 8,87         |             |             |  |
|                | Jean-Paul Bonin             | Les Verts      | 1 058        | 2,67         |             |             |  |
|                | Marie-Thérèse Deroche       | LO             | 1 015        | 2,56         |             |             |  |
|                | René Labarge                | LDI (MPF)      | 801          | 2,02         |             |             |  |
|                | Salvatore Jurado            | MÉI            | 412          | 1,04         |             |             |  |
|                |                             |                |              |              |             |             |  |
| Inscrits       | Inscrits                    | Inscrits       | 61 829       | 100,00       | 61 823      | 100,00      |  |
| Abstentions    | Abstentions                 | Abstentions    | 19 798       | 32,02        | 18 970      | 30,68       |  |
| Votants        | Votants                     | Votants        | 42 031       | 67,98        | 42 853      | 69,32       |  |
| Blancs et nuls | Blancs et nuls              | Blancs et nuls | 2 431        | 5,78         | 2 478       | 5,78        |  |
| Exprimés       | Exprimés                    | Exprimés       | 39 600       | 94,22        | 40 375      | 94,22       |  |

#### Cinquième circonscription (Chalon-sur-Saône)
| Candidat       | Candidat                       | Parti          | Premier tour | Premier tour | Second tour | Second tour |  |
| Candidat       | Candidat                       | Parti          | Voix         | %            | Voix        | %           |  |
| -------------- | ------------------------------ | -------------- | ------------ | ------------ | ----------- | ----------- |  |
|                | Dominique Perben sortant réélu | RPR            | 14 692       | 37,81        | 20 782      | 51,04       |  |
|                | Bettina Laville                | PS             | 10 906       | 28,07        | 19 938      | 48,96       |  |
|                | Jean Coupat                    | FN             | 5 284        | 13,6         |             |             |  |
|                | Michel Chevalier               | PCF            | 3 138        | 8,08         |             |             |  |
|                | Alain Cordier                  | Les Verts      | 1 652        | 4,25         |             |             |  |
|                | Joëlle Juillet                 | LDI (MPF)      | 1 299        | 3,34         |             |             |  |
|                | Pascal Dufraigne               | LO             | 1 063        | 2,74         |             |             |  |
|                | Patrick Tixidre                | GÉ             | 824          | 2,12         |             |             |  |
|                |                                |                |              |              |             |             |  |
| Inscrits       | Inscrits                       | Inscrits       | 60 715       | 100,00       | 60 707      | 100,00      |  |
| Abstentions    | Abstentions                    | Abstentions    | 19 668       | 32,39        | 17 559      | 28,92       |  |
| Votants        | Votants                        | Votants        | 41 047       | 67,61        | 43 148      | 71,08       |  |
| Blancs et nuls | Blancs et nuls                 | Blancs et nuls | 2 189        | 5,33         | 2 428       | 5,63        |  |
| Exprimés       | Exprimés                       | Exprimés       | 38 858       | 94,67        | 40 720      | 94,37       |  |

#### Sixième circonscription (Louhans)
| Candidat       | Candidat              | Parti          | Premier tour | Premier tour | Second tour | Second tour |  |
| Candidat       | Candidat              | Parti          | Voix         | %            | Voix        | %           |  |
| -------------- | --------------------- | -------------- | ------------ | ------------ | ----------- | ----------- |  |
|                | Arnaud Montebourg élu | PS             | 17 348       | 34,82        | 28 373      | 53,67       |  |
|                | René Beaumont sortant | UDF (PR)       | 16 119       | 32,36        | 24 495      | 46,33       |  |
|                | Jacques Evrard        | FN             | 6 721        | 13,49        |             |             |  |
|                | Jean-Paul Jacques     | PCF            | 4 030        | 8,09         |             |             |  |
|                | Jacques Lascoumes     | LDI (MPF)      | 2 235        | 4,49         |             |             |  |
|                | Thierry Grosjean      | Les Verts      | 1 943        | 3,90         |             |             |  |
|                | Roland Muraz          | GÉ             | 1 423        | 2,86         |             |             |  |
|                |                       |                |              |              |             |             |  |
| Inscrits       | Inscrits              | Inscrits       | 77 712       | 100,00       | 77 699      | 100,00      |  |
| Abstentions    | Abstentions           | Abstentions    | 23 628       | 30,4         | 20 316      | 26,15       |  |
| Votants        | Votants               | Votants        | 54 084       | 69,6         | 57 383      | 73,85       |  |
| Blancs et nuls | Blancs et nuls        | Blancs et nuls | 4 265        | 7,89         | 4 515       | 7,87        |  |
| Exprimés       | Exprimés              | Exprimés       | 49 819       | 92,11        | 52 868      | 92,13       |  |